# Texel (grafika)
Texel (texture element nebo texture pixel) je základní jednotkou textury (tapety) používané v počítačové grafice. Stejně jako obraz je tvořen polem pixelů, tak textura je tvořena polem texelů.
Při texturování 3D povrchu (tzv. proces mapování textur) renderer mapuje texely do odpovídajících pixelů výsledného obrazu. Na moderních počítačích tuto operaci provádí grafická karta.
Když je potřeba texel na jiné než celočíselné pozici, tak se provede filtrování textur. Když je potřeba texel mimo texturu, lze využít jedné z těchto možností:
- cyklické opakování (dlaždice),
- zrcadlové opakování (překlápění dlaždic),
- nejbližší texel (okraj textury),
- explicitní okraj (definovaný řádek nebo sloupec).